# Meja, Kranj
Meja je naselje v Mestni občini Kranj.